# Ivan Slezjuk
Blahoslavený Ivan Slezjuk (14. ledna 1896, Žyvačiv – 2. prosince 1973, Ivano-Frankivsk) byl ukrajinský řeckokatolický kněz a "tajný" biskup.

## Stručný životopis
Narodil se 14. ledna 1896 v Žyvačivově, (Stanislavovská oblast). Po absolvování kněžského semináře roku 1923, byl vysvěcen na kněze.
V dubnu 1945, biskup Hryhorij Chomyšyn, pod hrozbou zatčení, Ivana Slezjuka vysvětil na biskupa Ukrajinské řeckokatolické církve, která byla pronásledována ze strany sovětských úřadů, aby nezůstala bez pastorace biskupa. Dne 2. června 1945 byl zatčen a uvězněn na jeden rok. Poté 12. června 1946 byl vojenským tribunálem odsouzen na deset let v lágře. Sloužil ve vorkutynskich lágrech. Dne 15. listopadu 1954 byl na základě amnestie propuštěn a vrátil se do Ivano-Frankivsku.
Roku 1962 byl znovu zatčen a odsouzen k pěti letům v lágrech přísného režimu. Po jeho propuštění 30. listopadu 1968, byl pod přísným dohledem KGB. Zemřel 2. prosince 1973 v Ivano-Frankivsku.

## Proces blahořečení
Proces blahořečení začal 6. března 2001. Proces byl projednáván jako zkoumání mučednictví. Blahořečen byl 27. června 2001 se skupinou 24 mučedníků ukrajinské řeckokatolické církve.